# ハイアットリージェンシー箱根リゾート&スパ
ハイアットリージェンシー箱根リゾート&スパ（ハイアットリージェンシーはこねリゾートアンドスパ、HYATT REGENCY HAKONE RESORT AND SPA）は神奈川県足柄下郡箱根町にある日本で初めてのハイアットホテルアンドリゾーツの運営によるリゾートホテル。

## 沿革
当初、森トラストが会員制ホテル「グランフォーレヴィラ強羅倶楽部」として建設したが開業には至らず、代って一般向けホテルの「グランフォーレ強羅ホテル」として開業した。しかし業績不振によりモルガン・スタンレーに売却され、2006年12月16日にハイアットホテルアンドリゾーツの1つとしてリニューアルオープンした。日本で8軒目のハイアットホテルとなる。箱根地区初の国際的ホテルチェーンが運営する本格的スパリゾートホテル。
2010年7月5日にモルガン・スタンレーより香港のSUN HUNG KAIに売却された。
リニューアルオープンにあたっては、インテリアデザイナーとしてグランドハイアット東京内のスパNAGOMIを設計したスーパーポテトの杉本貴志を起用したが、改装されたのはレストラン、ロビー、スパ等にとどまっており、客室内装はグランフォーレ強羅ホテル当時とほとんど変わっていない。
神奈川県足柄下郡箱根町強羅1320。総支配人はパークハイアット東京のセールス&マーケティング支配人を務めていた野口弘子。

## 客室
全79室。標準でも56平方メートルの広さにサンテラスかバルコニーがあり、室内は32 or 37インチ以上のプラズマTV、高速インターネット回線、DVD/CDプレーヤーを完備。ペットと一緒に宿泊が可能な「ペットフレンドリールーム」が合計6室ある。

## 設備
- ダイニング・ルーム
- リビング・ルーム
- バー
- 温泉
- スパ IZUMI

など

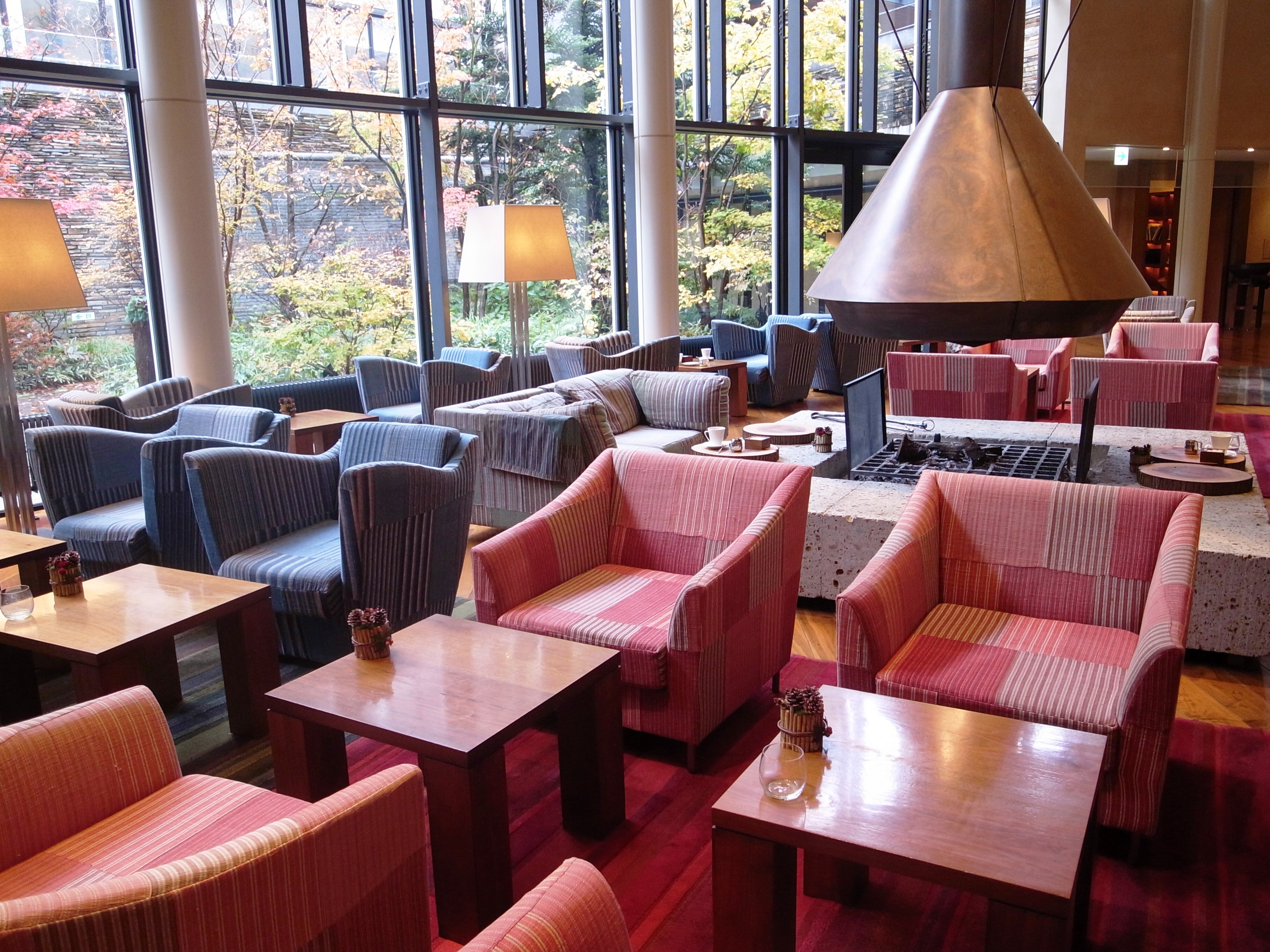
The Living Room
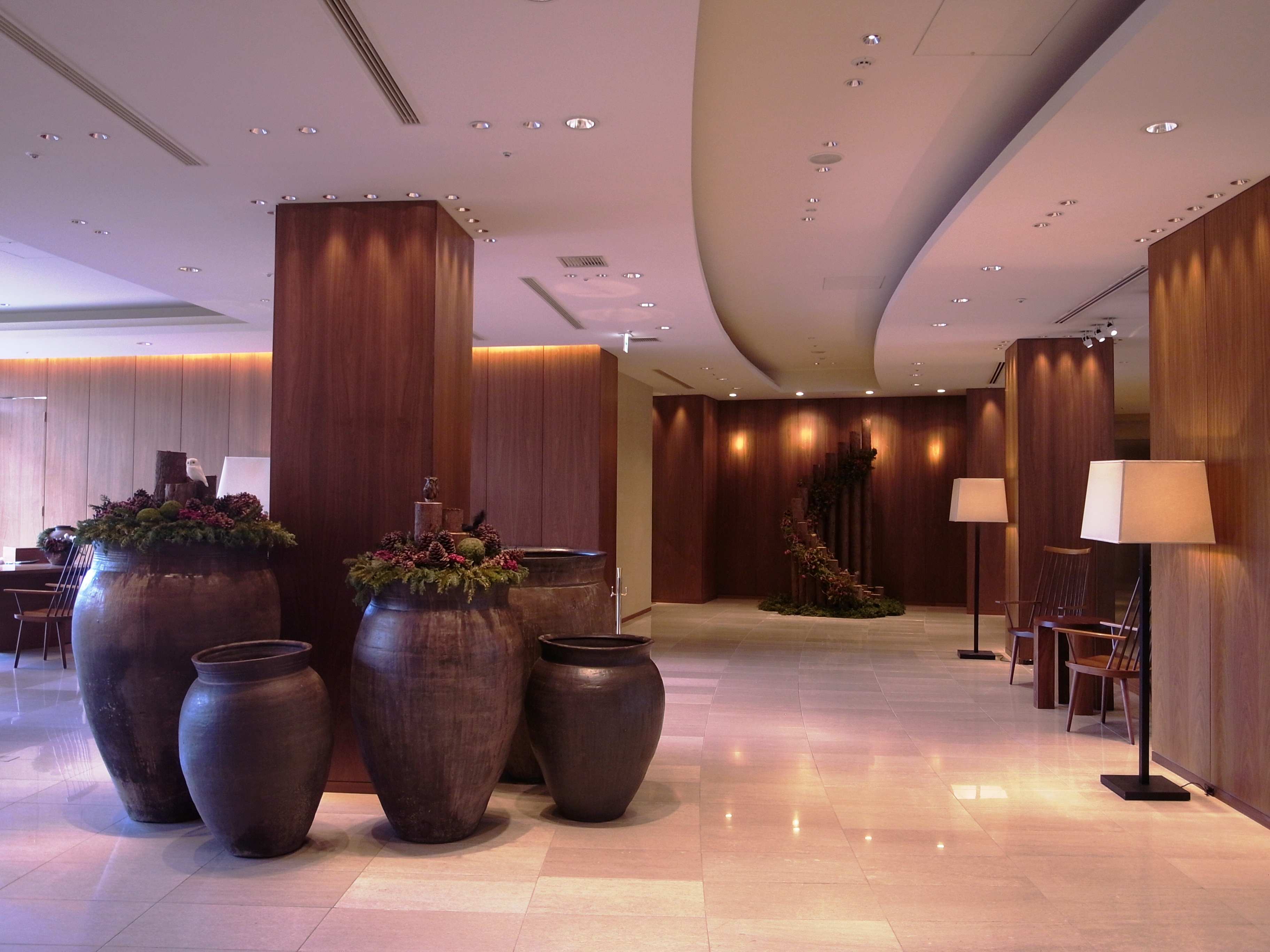
ロビー
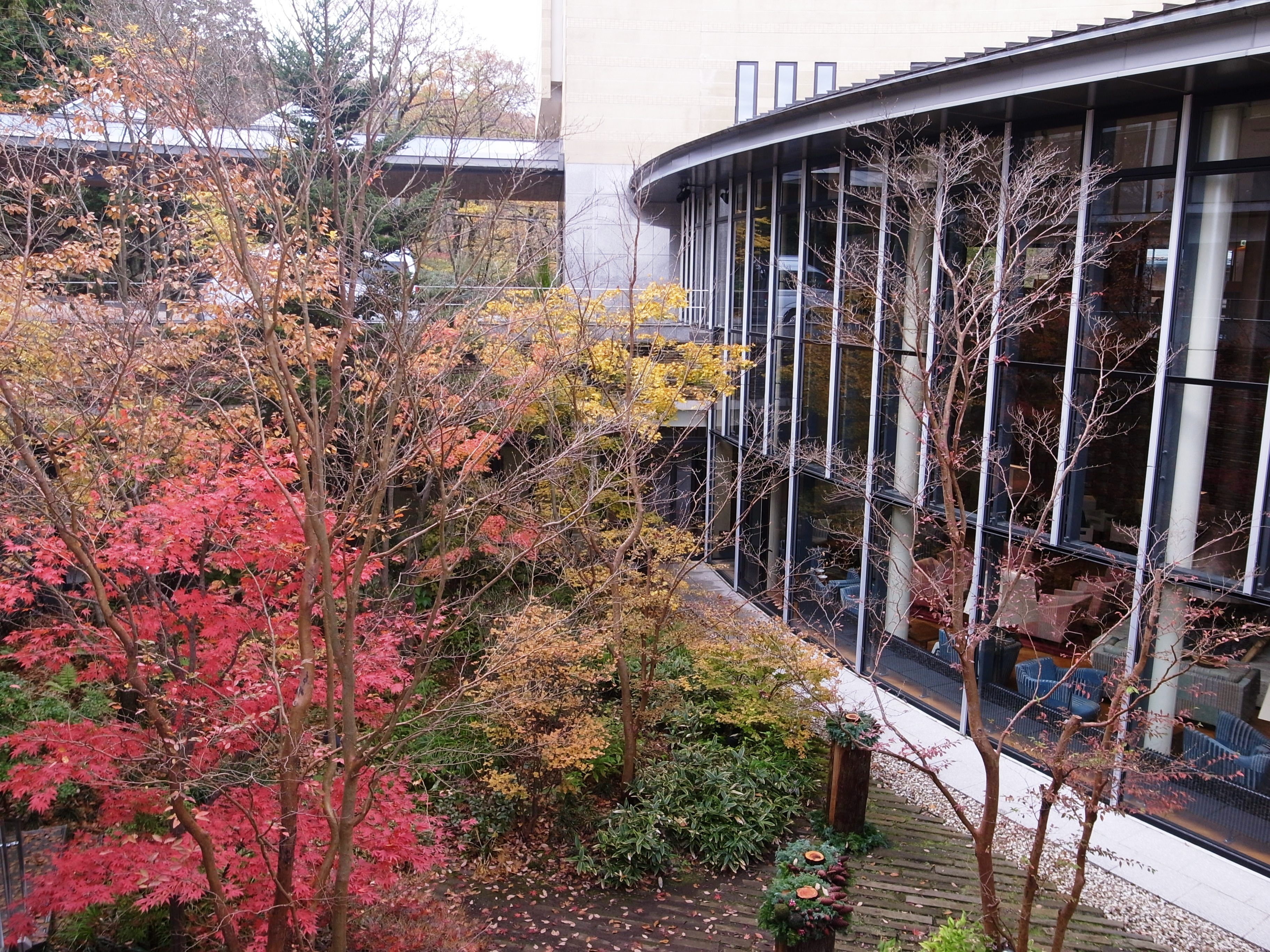
中庭

## その他
一般的に外資系ホテルは室内着（当ホテルでは浴衣）着用時は部屋外（特にレストラン等）に出ることが許されないが、ここでは総支配人が香港本社に掛け合い、箱根という立地も加味して館内の着用が許されている。そのため、浴衣でフランス料理などを食すことも出来る。

## アクセス
- 鉄道
  - 小田急箱根鋼索線（箱根登山ケーブルカー）「上強羅駅」より徒歩5分
  - 小田急箱根鉄道線（箱根登山電車）・小田急箱根鋼索線（箱根登山ケーブルカー）「強羅駅」よりタクシー約5分